# Carmentalia
Dans la Rome antique, les Carmentalia sont une fête religieuse célébrée le 11 et 15 janvier en l'honneur de la déesse romaine Carmenta. La fête des Carmentalia était observée principalement par des femmes. Le culte était assuré par un flamine dédié, le flamen carmentalis.
Plutarque attribue à Romulus la création de la fête des Carmentalia, en même temps que celle des Matronalia. Elles sont célébrées en l'honneur de Carmenta. Plutarque cite diverses interprétations étymologiques du nom Carmenta, qui lui confèrent toutes un don de prophétie. Elle présidérait aux naissances, ce qui justifie le culte que lui rendent les mères.
Carmenta avait son sanctuaire sur le Forum Boarium à proximité de la porte Carmentale, auquel il donnait son nom. Elle était invoquée en raison de ses attributs Postvorta et Antevorta, épithètes qui se rapportaient à son pouvoir de vision à la fois vers le passé et vers l’avenir.
La célébration se fait sur deux journées, le 11 et le 15 janvier. Ovide propose deux justifications à cet intervalle : pour protester contre l'interdiction de se déplacer en voitures attelées, les matrones avaient décidé une grève des naissances, en usant de drogues abortives. Le Sénat fut obligé d'abroger sa mesure restrictive, et une seconde célébration accompagna le retour des naissances Ovide invente aussi une explication plus simple : le 11 on fêtait les naissances de garçons et le 15, celles des filles. Aucune de ces tentatives de rationalistion n'explique le dédoublement de la fête. Selon une théorie moderne de Raffaele Pettazzoni, la fête se serait étalée à l'origine sur trois journées, en sautant les jours pairs considérés comme néfastes. Le jour du milieu, les Ides de janvier, correspondant à la pleine lune, le 11 serait associé à la lune croissance (antevorta) et le 15 à la lune décroissante (postvorta). Cette explication associe la Lune à Carmenta, divinité accoucheuse, association courante pour les divinités liées à l'enfantement. Par la suite, toutes les Ides furent consacrées à Jupiter, ne laissant que le 11 et le 15 pour célébrer Carmenta.
Autre détail éngmatique, il était interdit d'apporter des objets en cuir dans son temple